# 14 Малого Льва
14 Малого Льва (лат. 14 Leonis Minoris), HD 84453 — одиночная звезда в созвездии Большой Медведицы на расстоянии приблизительно 272 световых лет (около 83 парсеков) от Солнца. Видимая звёздная величина звезды — +6,812m. Возраст звезды оценивается как около 4,6 млрд лет.

## Характеристики
14 Малого Льва — оранжевый карлик или субгигант спектрального класса K0V или K0IV. Масса — около 1,23 солнечной, радиус — около 4,53 солнечных, светимость — около 14,17 солнечных. Эффективная температура — около 4396 К.